# Горно-Алтайский уезд
Флаги уезда
(не точный символ)
Го́рно-Алта́йский уе́зд (также — Каракорумский уезд; до признания советской власти — Каракорум-Алтайский округ) — административно- и национально-территориальная единица в составе Алтайской губернии, существовавшая в 1918—1922 годах. Центр — Улала.

## История
Первая сессия Томского губернского собрания вынесла своё решение в пользу инородцев, предоставив им право на самоопределение. Решающее слово было высказано Григорием Потаниным: как учёный и политик он преследовал одну цель — объединение народа теле в самостоятельную республику Алтай в составе Сибирского государства — это русский Алтай, земли Минусинских туземцев, Урянхай, монгольский Алтай и Джунгарию (китайский Алтай).
Впервые данный вопрос стал предметом обсуждения на Учредительном съезде инородческих и крестьянских депутатов 22 февраля 1918 года в Улале было принято решение о выходе Горного Алтая из состава Бийского уезда и образовании Каракорум-Алтайского округа и окружной управы под председательством Г. И. Гуркина с объединением в самостоятельную пробурханистскую республику земель, входивших некогда в состав государства Ойрот. Позднее это было оформлено Земским отделом Министерства внутренних дел Временного Сибирского правительства от 30 декабря 1918 года, когда был создан Каракорумский уезд. В январе 1920 года Каракорумский уезд был упразднён, но уже в апреле восстановлен под названием Горно-Алтайский уезд.
В 1922 году была образована Ойротская автономная область, а Горно-Алтайский уезд упразднён.

## Административное деление

### 1918 год
Список волостей бывшего Каракарумского уезда и количества населения по данным Волостных Земских Управ:
| №№ | Наименование волостей | Мужчин | Женщин | Всего |
| -- | --------------------- | ------ | ------ | ----- |
| 1  | Абайская              | 693    | 771    | 1464  |
| 2  | Айская                | 3527   | 3674   | 7201  |
| 3  | Актыганская           | 642    | 632    | 1274  |
| 4  | Алтын Кольская        | 1014   | 999    | 2013  |
| 5  | Барагашинская         | 2713   | 2716   | 5428  |
| 6  | Бешпельтирская        | 965    | 909    | 1874  |
| 7  | Верх-Уймонская        | 506    | 535    | 1041  |
| 8  | Горно-Онгудайская     | 1497   | 1604   | 3101  |
| 9  | Имеринская            | 943    | 953    | 1896  |
| 10 | Ининская              | 1397   | 1183   | 2580  |
| 11 | Караколо-Ку           | 671    | 640    | 1311  |
| 12 | Катандинская          | 1314   | 1099   | 2413  |
| 13 | Келейская             | 551    | 472    | 1023  |
| 14 | Киргизская            | 833    | 890    | 1723  |
| 15 | Кош-Агачская          | 2225   | 2221   | 4446  |
| 16 | Кырлыкская            | 1389   | 1291   | 2680  |
| 17 | Мыютинская            | 1313   | 1256   | 2569  |
| 18 | Ново-Дмитриевская     | 756    | 850    | 1606  |
| 19 | Паспаульская          | 1531   | 1522   | 3053  |
| 20 | Салдамская            | 575    | 510    | 1025  |
| 21 | Тюдралинская          | 706    | 729    | 1435  |
| 22 | Уймонская             | 1238   | 1218   | 2456  |
| 23 | Улаганская            | 1353   | 1312   | 2665  |
| 24 | Улалинская            | 3097   | 3205   | 6302  |
| 25 | Урсуло-Кеньгинская    | 1516   | 1526   | 3042  |
| 26 | Успенская             | 1811   | 1901   | 2712  |
| 27 | Усть-Канская          | 1225   | 1232   | 2457  |
| 28 | Чемальская            | 774    | 816    | 1590  |
| 29 | Чергинская            | 871    | 950    | 1821  |
| 30 | Четинская             | 637    | 639    | 1276  |
| 31 | Чулышманская          | 348    | 335    | 683   |
| 32 | Шебалинская           | 821    | 913    | 1734  |
| 33 | Ыныргинская           | 1431   | 1562   | 2993  |
| 34 | Ябоганская            | 1109   | 1209   | 2318  |
| 35 | Итого                 | 41932  | 42267  | 84158 |

### XXXX год
В состав уезда входили 32 волости:
1. Абайская
2. Айская
3. Алтынкольская (Верх-Бийская). Центр — село Нижне-Кебезень
4. Ахтыганская (Байгольская)
5. Бешпельтирская
6. Борогашинская
7. Голушманская
8. Икенская
9. Имеринская. Центр — село Александрвоское
10. Инейская
11. Катандинская
12. Кыргызская
13. Кырзинская
14. Кош-Агачская
15. Мыютинская
16. Ново-Дмитровская
17. Онгудайская
18. Паспаульская
19. Песчанская. Центр — село Ильинское
20. Салдамская. Центр — село Эдиган
21. Туэктинская
22. Тюдралинская
23. Уймонская. Центр — село Усть-Кокса
24. Узыезинская
25. Улаганская
26. Улалинская
27. Усть-Канская
28. Чемальская
29. Чергинская
30. Чулушманская. Центр — урочище Кумуртук
31. Чибитская
32. Шебалинская[3]